# Jasper Löffelsend
Jasper Löffelsend, né le 10 septembre 1997 à Cologne en Allemagne, est un footballeur allemand. Il joue au poste de milieu relayeur au ŁKS Łódź.

## Biographie

### Jeunesse et formation
C'est dans son pays natal que Jasper Löffelsend est formé. Tout d'abord au SV Bergisch Gladbach 09 avant de poursuivre sa formation au SV Union Rösrath et au TV Herkenrath 09. 

### Parcours chez les amateurs
Après son passage à Herkenrath, il joue successivement au SV Straelen, au Bonner SC, au FC Hennef 05 et au FC Wegberg-Beeck, où il joue en Regionalliga Ouest et en Mittelrheinliga. Après avoir signé avec Wegberg-Beeck en juillet 2020, lui ainsi que son club décident d'un commun accord de résilier son contrat pour lui permettre d'accepter une bourse d'études pour jouer au football universitaire aux États-Unis.

### Parcours universitaire
Jasper Löffelsend fréquente l'université de Pittsburgh en 2020, où il joue deux saisons. Là-bas, il joue 36 rencontres, marquant deux buts et délivrant 19 passes décisives. Au cours de ses deux saisons avec les Panthers, il est nommé deux fois dans l'équipe-type de l'Atlantic Coast Conference, deux fois joueur défensif de l'année de l'Atlantic Coast Conference, deux fois demi-finaliste du Trophée Hermann, dans l'équipe-type de TopDrawerSoccer (en), deux fois dans l'équipe-type du Sud des United Soccer Coaches (en), deux fois dans la deuxième équipe America des United Soccer Coaches (en), et dans l'équipe première America de la College Soccer News.

### En club

#### Real Salt Lake
Le 11 janvier 2022, il est sélectionné à la 81e position lors de la SuperDraft 2022 de la MLS par le Real Salt Lake. Le 22 février 2022, il s'engage avec les Real Monarchs, le club de MLS Next Pro. Quelques jours plus tard, le 27 février 2022, il signe un contrat d'un an avec l'équipe première du Real Salt Lake, qui évolue en Major League Soccer. Il fait ses débuts avec le club le même jour, montant au jeu dans le temps additionnel à la place de Scott Caldwell lors d'un match nul 0-0 contre le Dynamo de Houston. Il inscrit son premier but sous ses nouvelles couleurs le 31 juillet 2022 face aux Earthquakes de San José.

#### Rapids du Colorado
Le 10 janvier 2024, il s'engage avec les Rapids du Colorado,. Il fait ses débuts le 9 mars 2024 contre son ancienne équipe, le Real Salt Lake. Son équipe s'impose 2-1. En avril 2024, il prolonge son contrat jusqu’à la saison 2025.

#### San Diego FC
Il rejoint le San Diego FC, franchise nouvellement créée, le 11 décembre 2024, où il signe un contrat d'un an.